# Новоазовська ВЕС
Новоазо́вська вітроелектроста́нція — вітроелектростанція у селі Безіменне, Донецької області. Проєктна потужність електростанції — 107,5 МВт. Фактична потужність станції становить 79,3 МВт (на 2012 рік). Планується встановити 43 вітряні турбіни Fuhrlander FL 2500/100 потужністю 2,5 МВт кожна.
За результатами відкритого концесійного конкурсу на добудову та експлуатацію Новоазовської ВЕС терміном на 50 років, переможцем стало ПЕО «Вітроенергопром», яке передбачає будівництво 468 вітроагрегатів для досягнення проектної потужності. Ці агрегати вироблятимуть 85,934 млн кВт-год електроенергії на рік. ПЕО «Вітроенергопром» входить до складу корпорації «Укрпідшипник», яку контролюють брати Клюєви.

## Історія

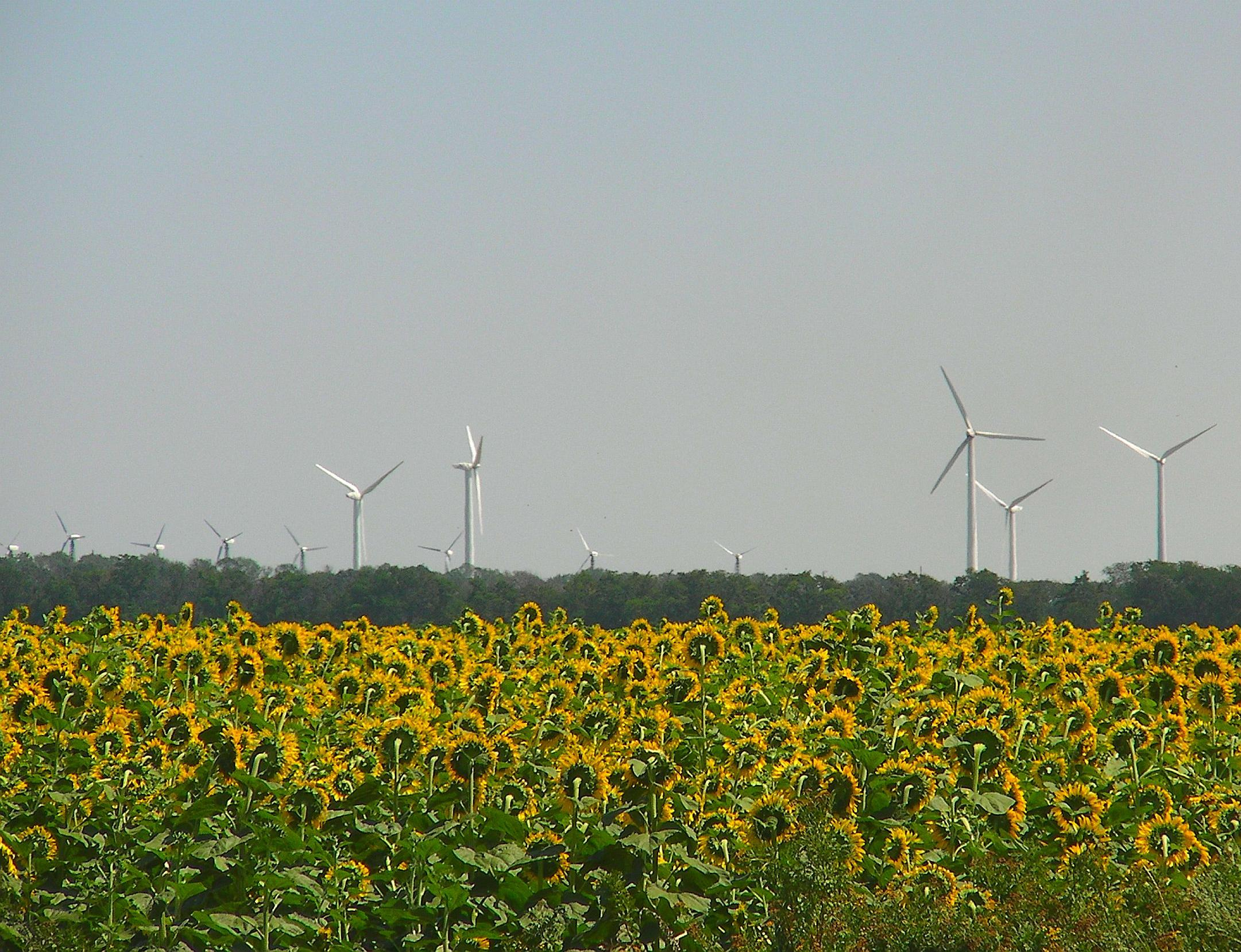
Вид на Новоазовську ВЕС

Перша черга станції введена в експлуатацію в 1998 році.
У 2004 році станція була віддана в концесію компанії «Slav AG», яку пов'язують з Сергієм та Андрієм Клюєвими.
На 2006 рік завершено монтаж 10 пускових черг і здано в експлуатацію 141 вітроагрегат марки USW 56-100 (виробництва СП «Вінденерго ЛТД» за ліцензією WindPower). Номінальна потужність одного вітроагрегата USW 56-100 становить 107,5 кВт. Крім цього, на станції встановлено два вітроагрегати Т600-48 (виробництво бельгійської фірми «Turbowinds») з номінальною потужністю 600 кВт.
24 березня 2011 року було введено в експлуатацію 15 вітроагрегатів, сумарною потужністю 37,5 МВт.
У 2011 році станцією було вироблено 14,7 млн кВт-год електроенергії
У 2012 році було введено ще 7 вітрогенераторів.
Територія вітроенергопарку «Новоазовський» 2014 року перейшла під контроль самопроголошеної ДНР.

## Вплив на довкілля

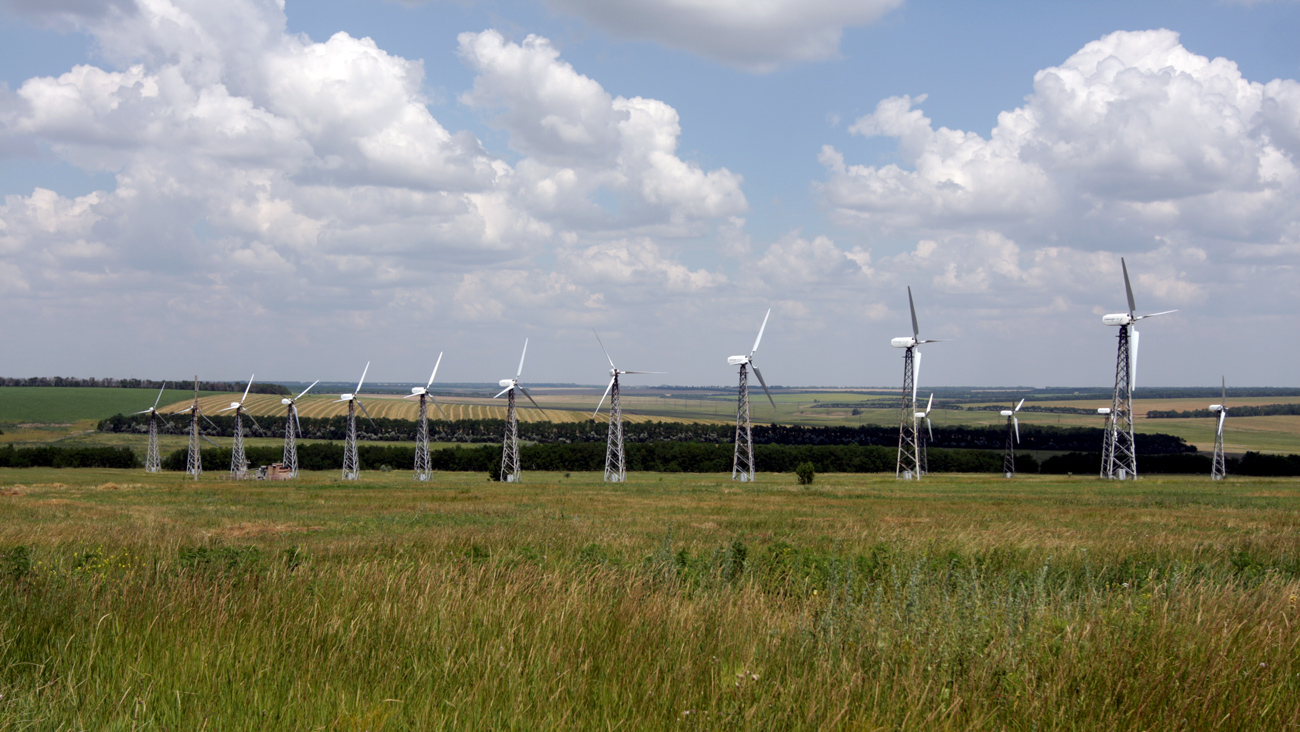
Вид на Новоазовську ВЕС

Експерти-біологи піддали критиці проєкт Новоазовської ВЕС, про що йдеться у виданні «Вітряні електростанції та зміни клімату»
Зокрема у звіті екологів йдеться про те, що тут планувалося встановити 43 вітрогенеруючі установки по 2,5 МВт. На відміну від документації щодо Очаківського вітропарку, даний проєкт містить опис ризиків для біорізноманіття і ландшафтів. Зокрема зазначається, що одним із найбільш важливих  впливів є дорожнє будівництво. З метою зниження цього впливу, власник намагатиметься максимально використовувати існуючі дороги. При будівництві значні площі будуть пошкоджені для тимчасового використання монтажного обладнання (крани, допоміжне обладнання, турбінні частини й т. п.). Ці області буде тимчасово вкрито бетоном або асфальтом. На ділянки, де прокладатиметься кабель, ґрунт буде повернуто. Як буде зазначено далі, саме цей вітропарк є прикладом ігнорування саме цієї вимоги.
Завдяки частковій відкритості банку, маємо можливість ознайомитись із нетехнічним резюме проєкту. Документ розглядає основні форми впливу на довкілля – вплив на мігруючі види птахів та кажанів, що не збігається з названою вище документацією, а також повністю ігнорує ґрунтовий фактор. 
У вказаних документах і в частині українського законодавства, і в частині вимог процедури «спільного впровадження», а також у документах ЄБРР аспекти, що розглядаються в нашому дослідженні, не враховані. 
Попри згадку у проєкті щодо необхідності проведення обстеження території біологами, вітропарк розташований у природній степовій балці, що до цього використовувалась як пасовище. 
Аналізуючи пошкодження поверхні балки в обрисах ВЕС, можемо оцінити масштаби руйнування рослинного покриву. Як потужного впливу будівництва ВЕС на степові біотопи та ініціювання ерозійних процесів, нами обрана північна ділянка Новоазовського вітропарку, будівництво якої взагалі не враховувало необхідність дотримуватись під час проїзду техніки чітко регламентованих доріг. 
Загальна площа обрису ділянки становить 212,37 га, з яких 113,56 га становить степова рослинність і 99,81 га — зруйнований транспортом ґрунтовий покрив. Таким чином, на прикладі Краснодонського вітропарку, маємо випадок, коли 47 % площі вітропарку зі степової ділянки перетворені на еродуючу територію. Тут варто відзначити, що ділянка вітропарку розміщена на схилі балки, що дозволяє очікувати утворення осередків площинної та струмкової ерозії ґрунту.

## Світлини

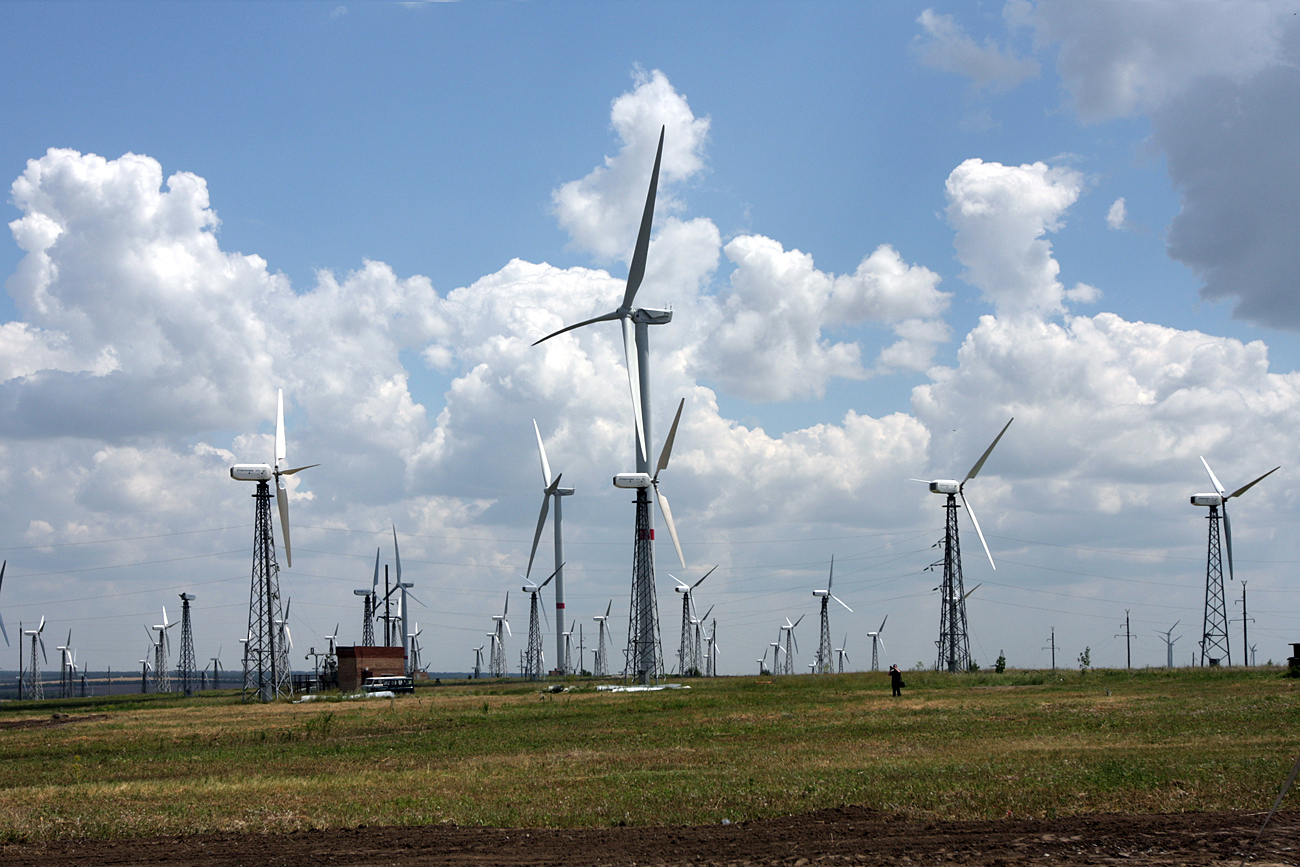
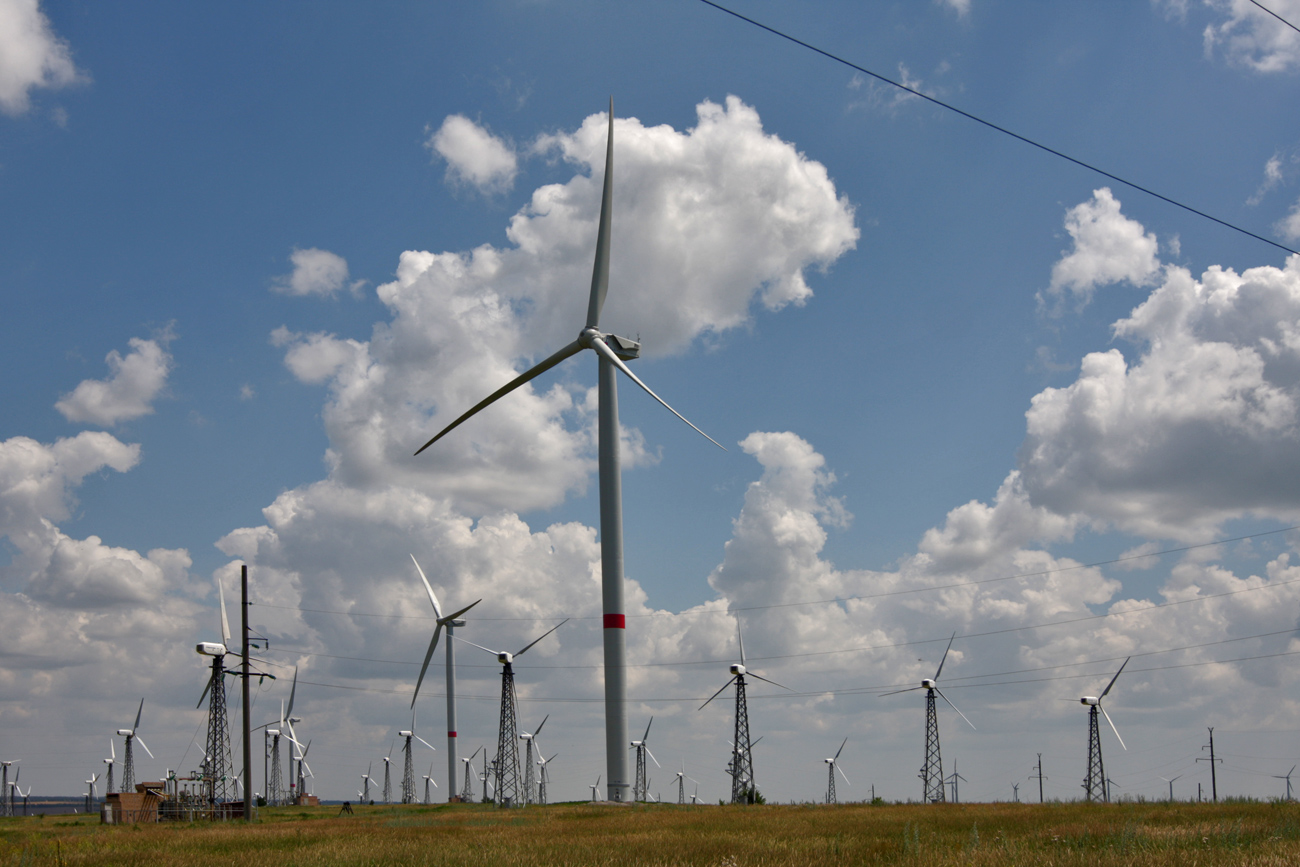
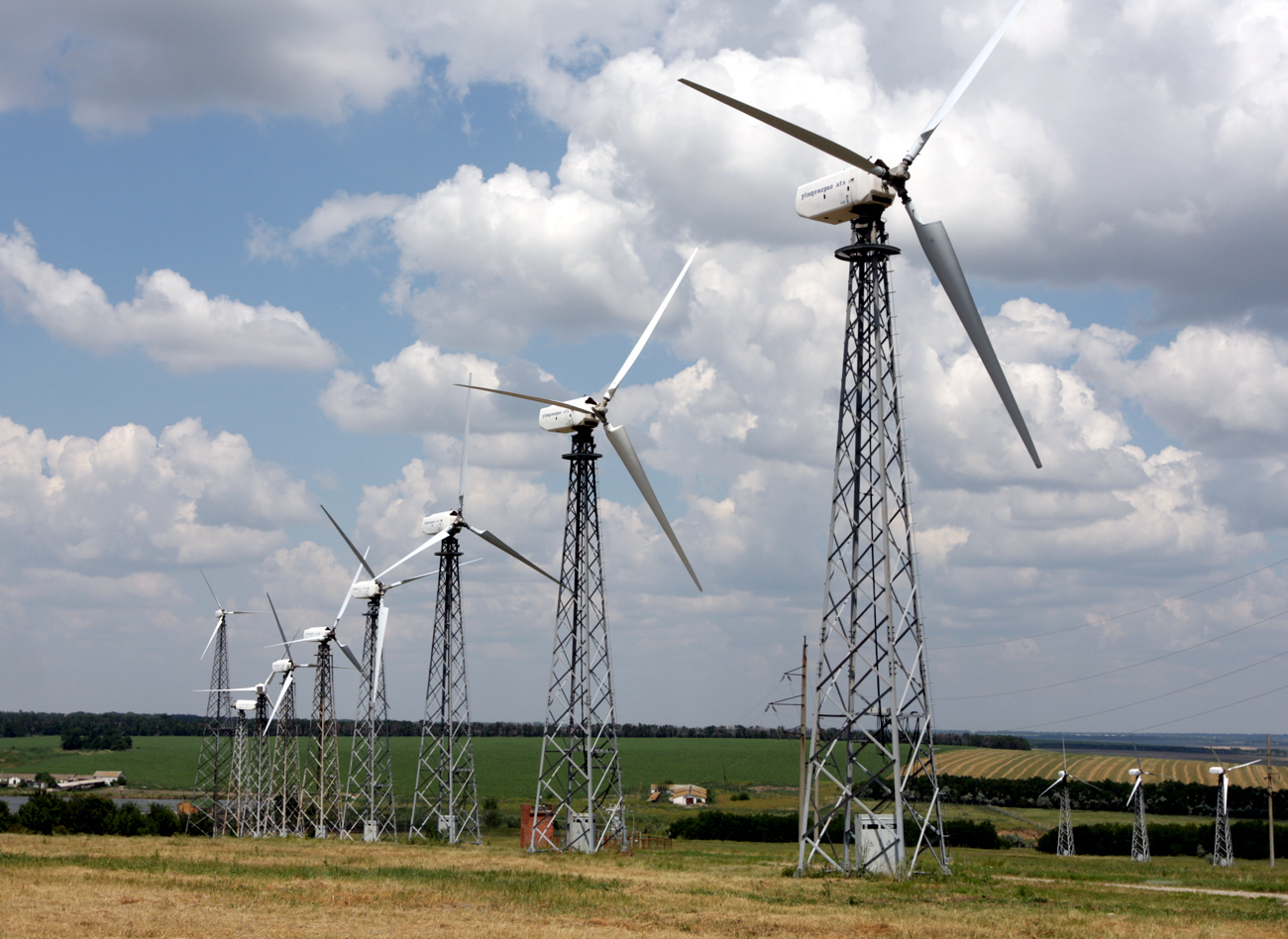
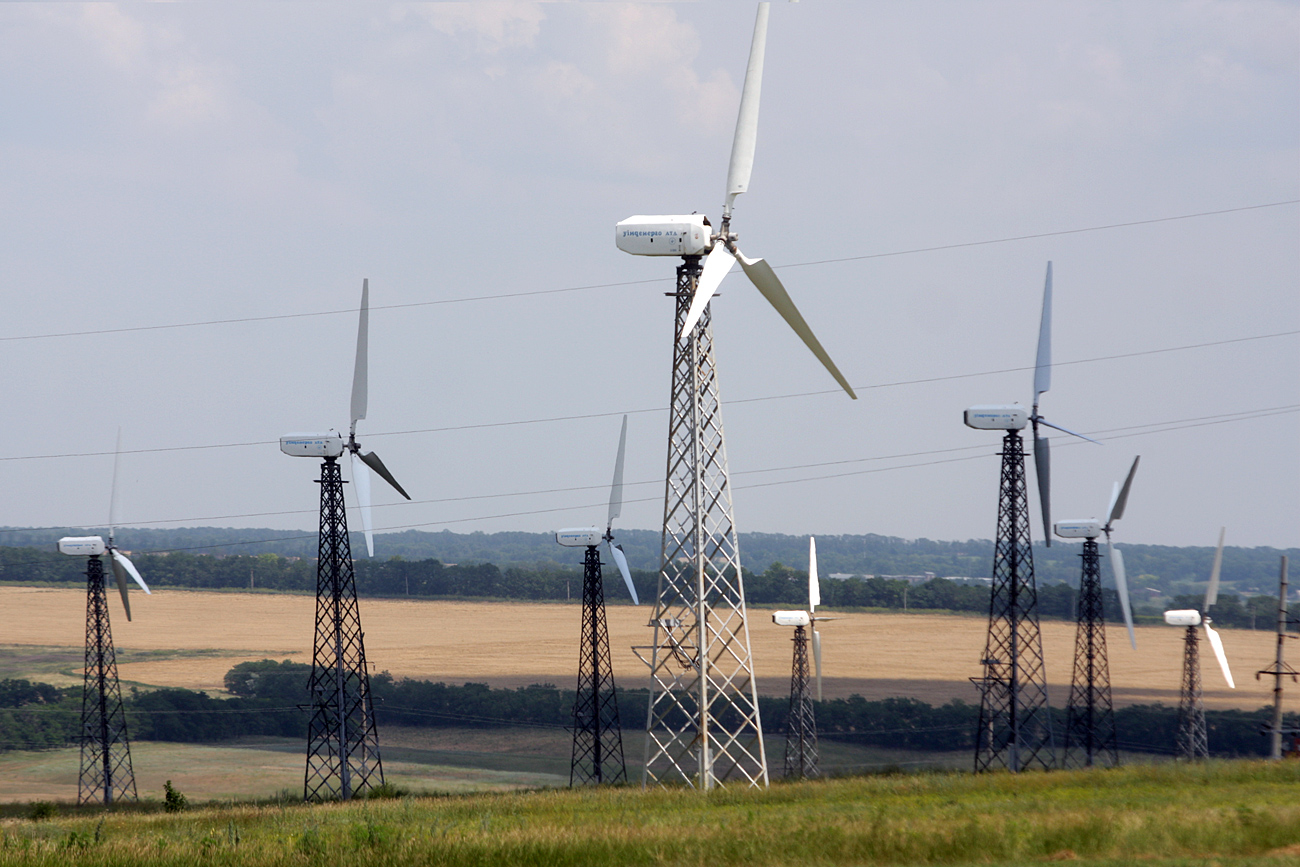
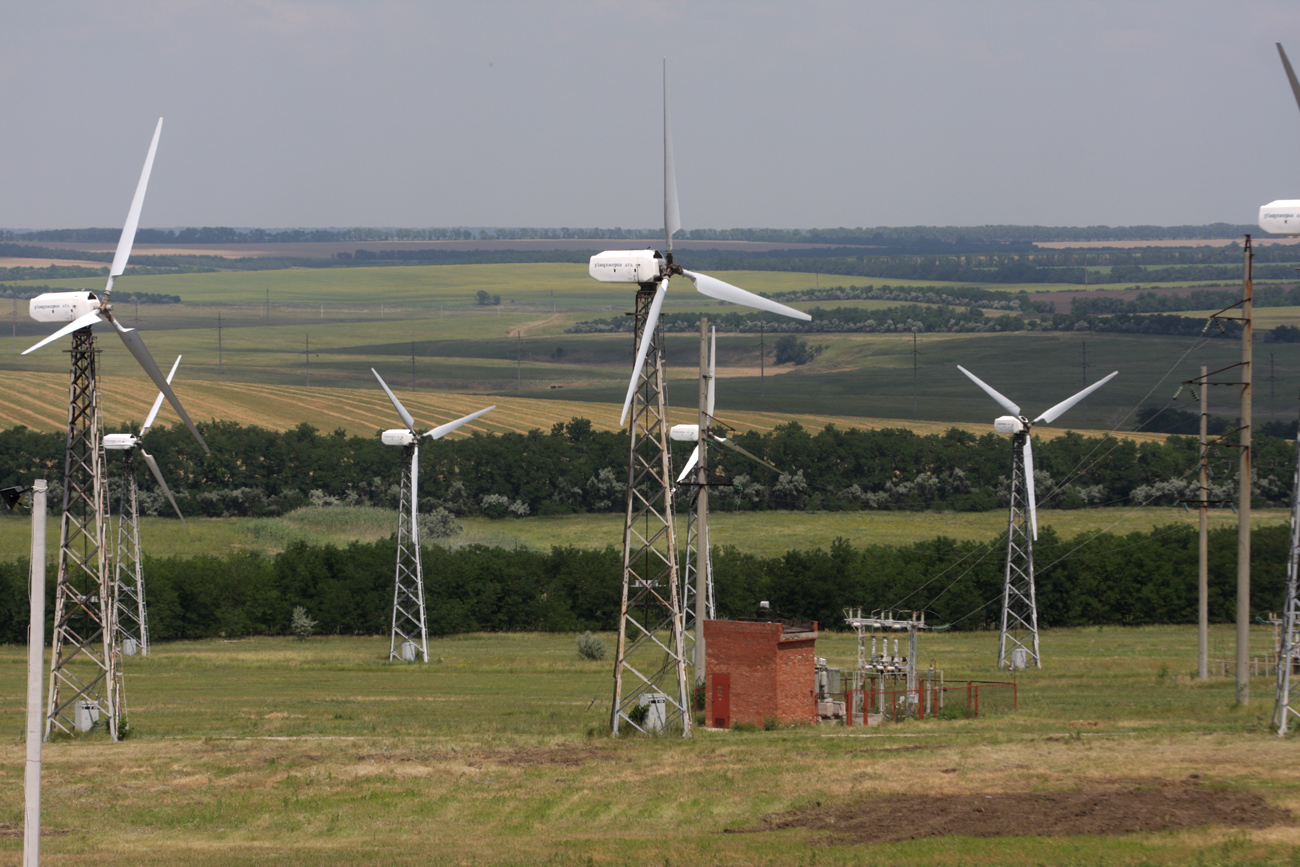
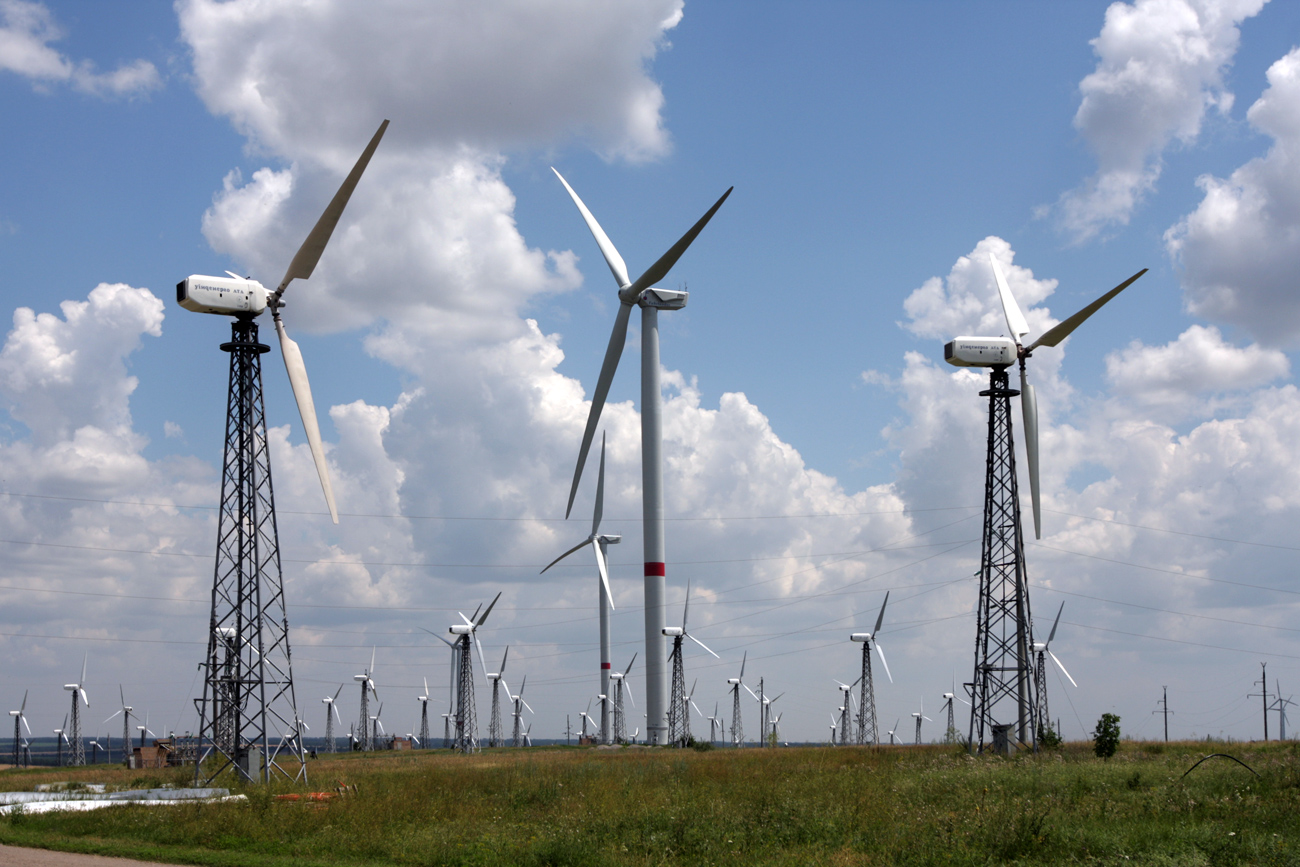
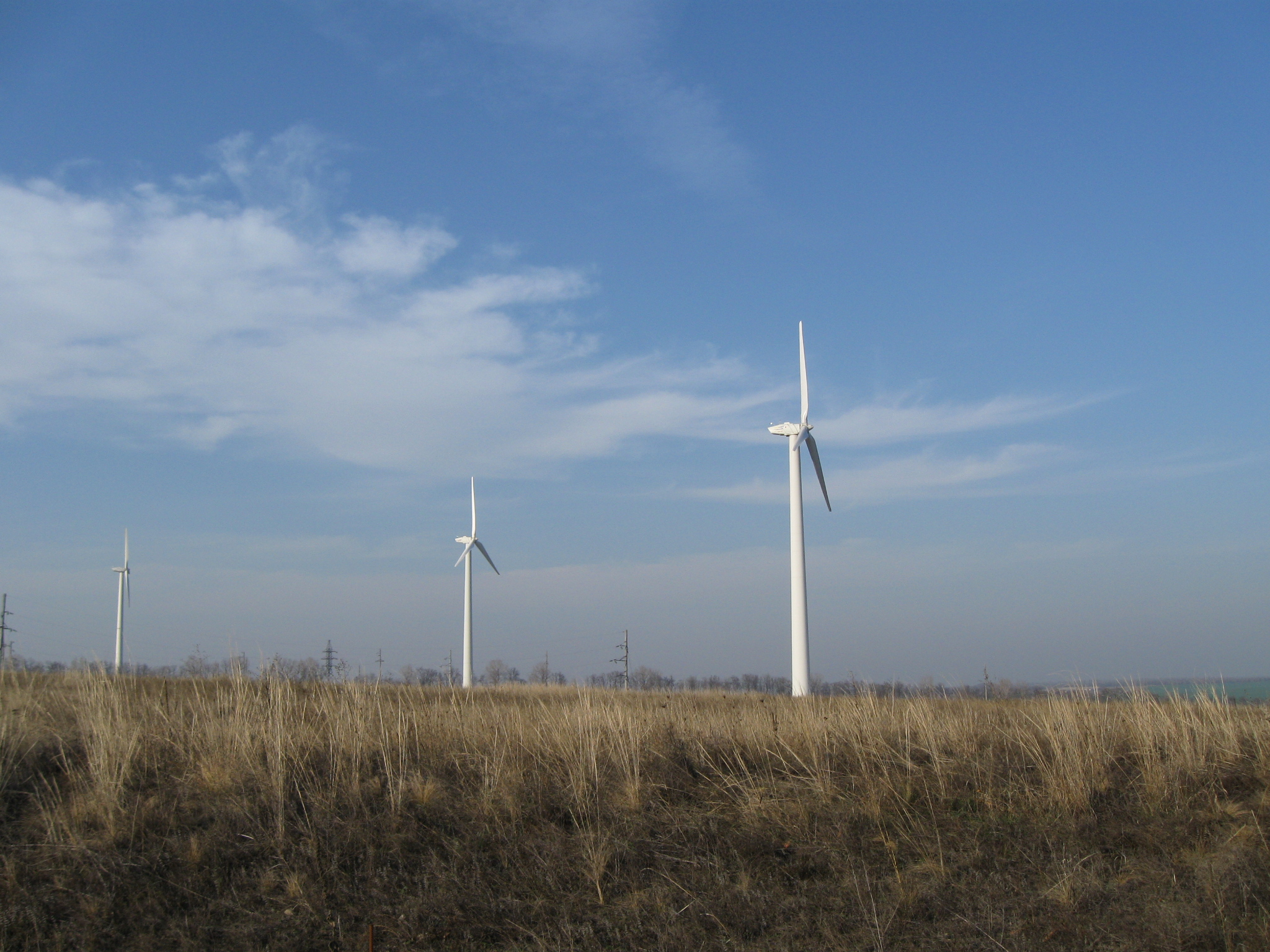
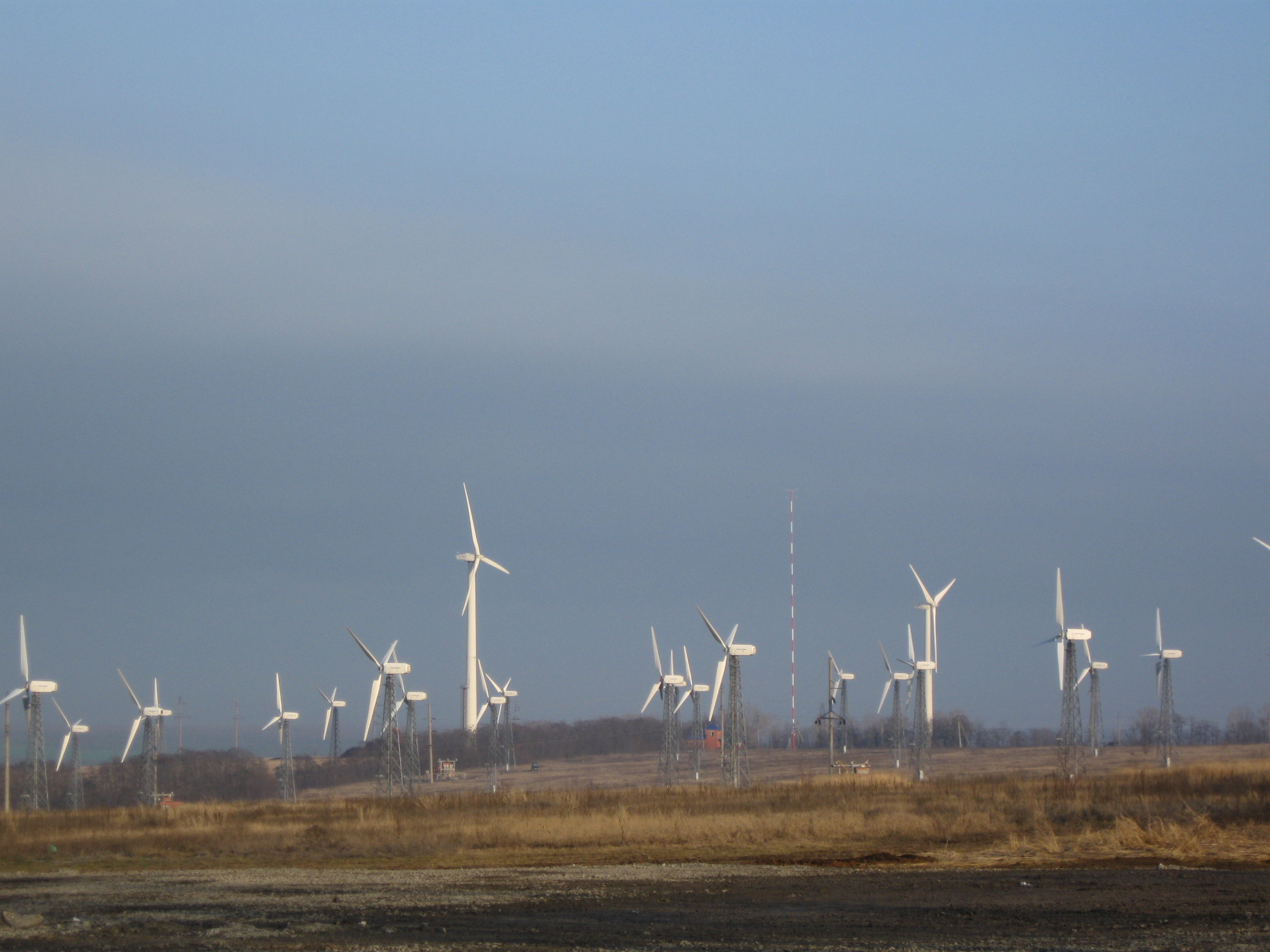
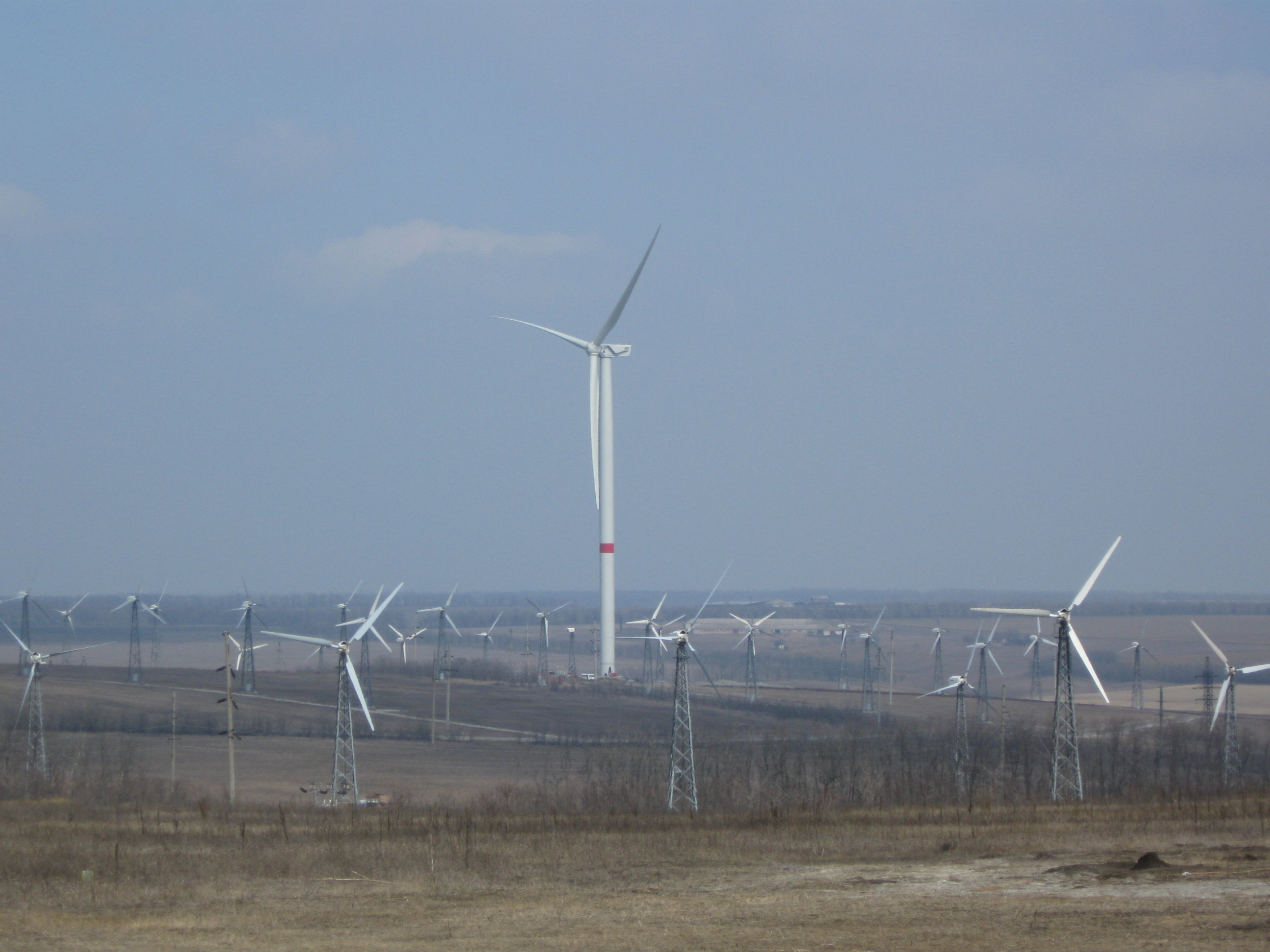
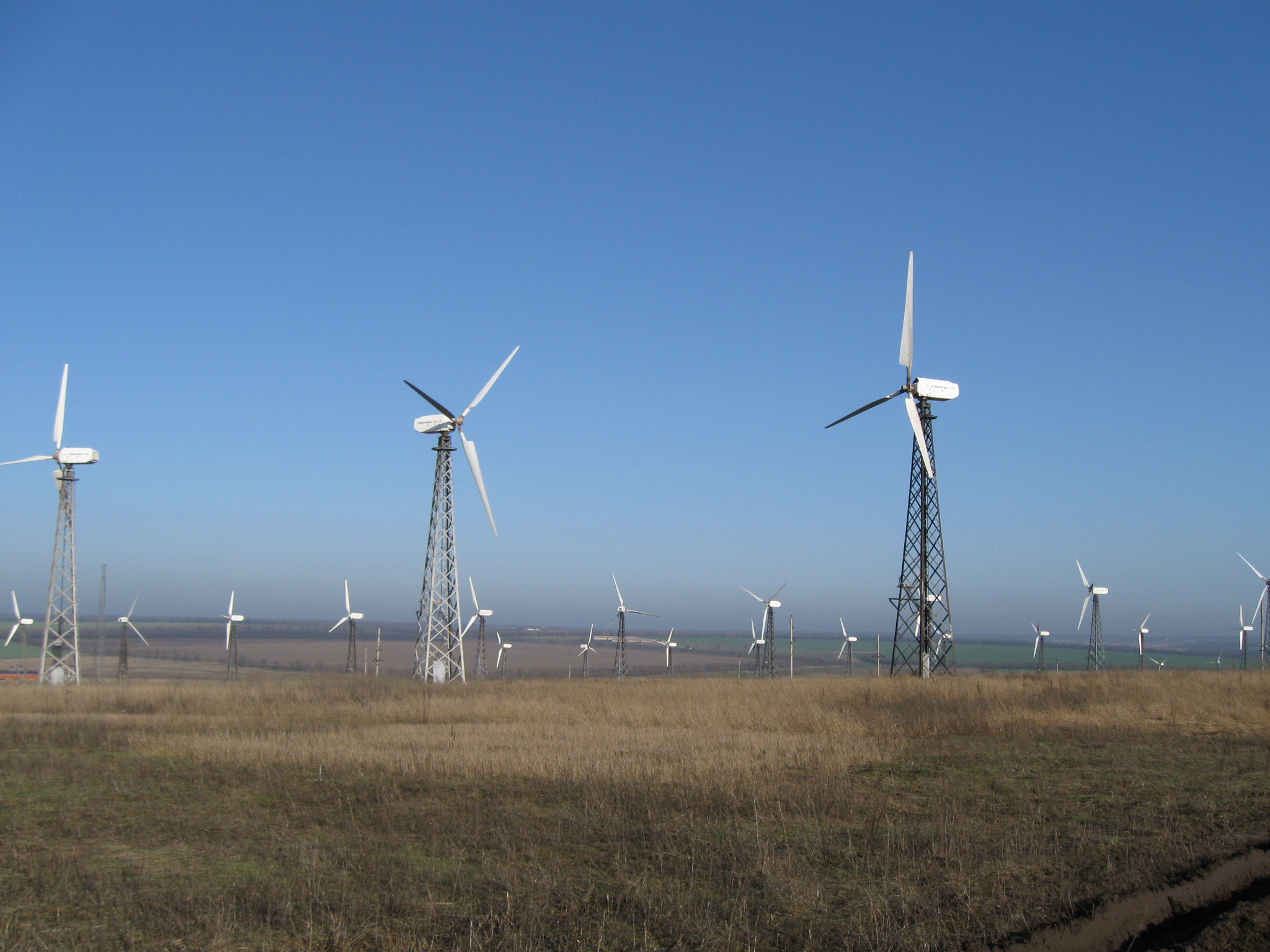
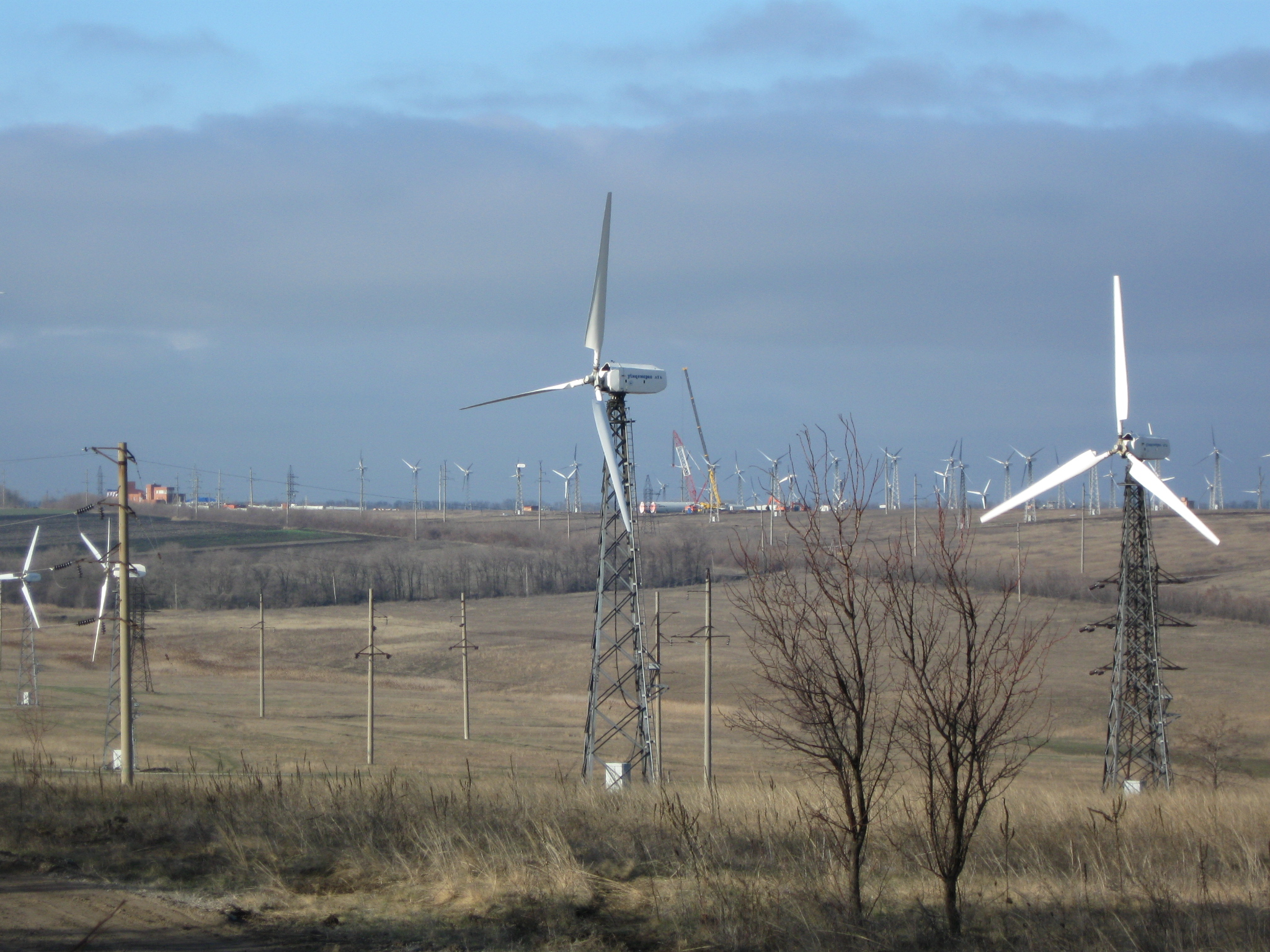
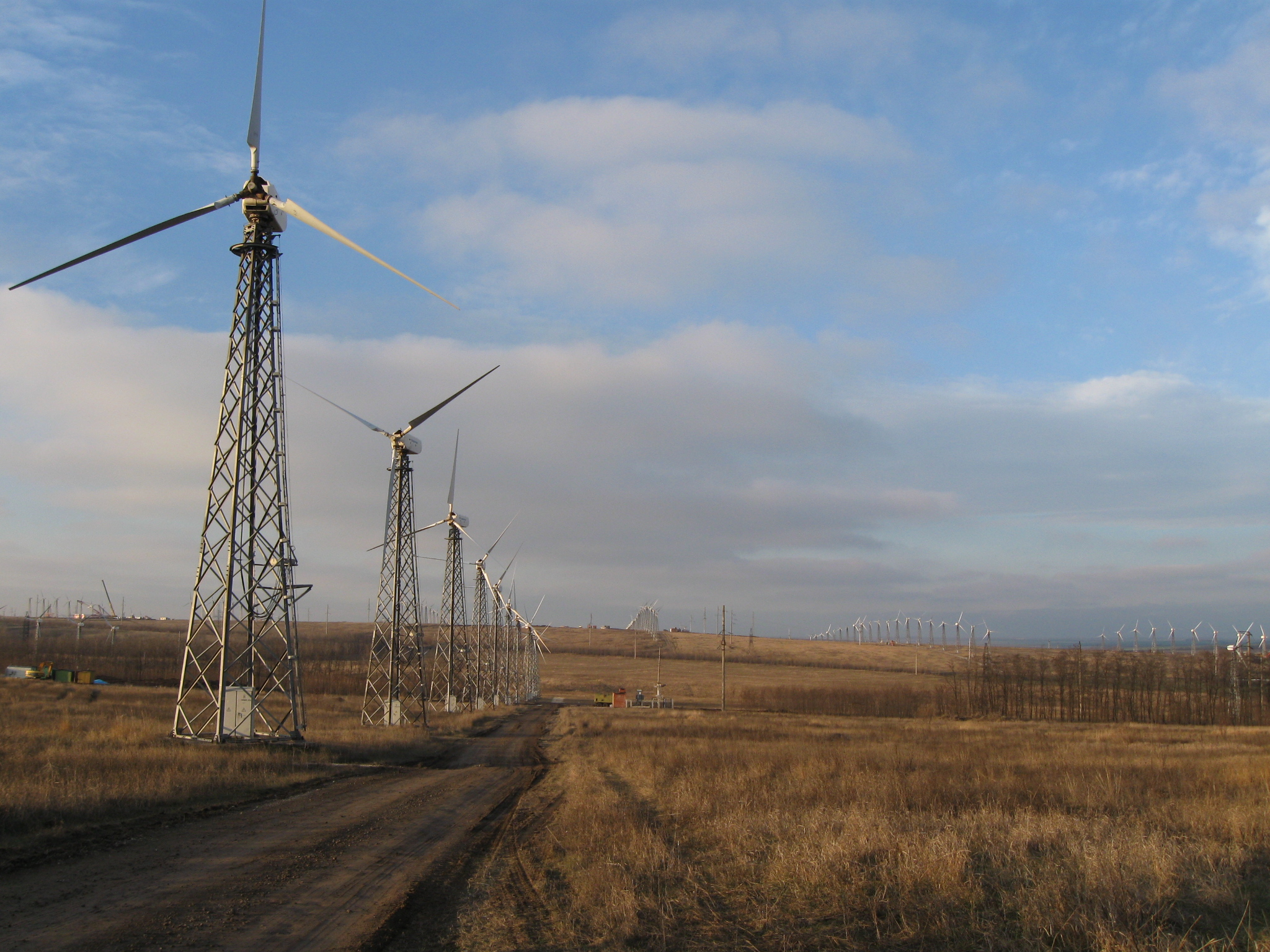
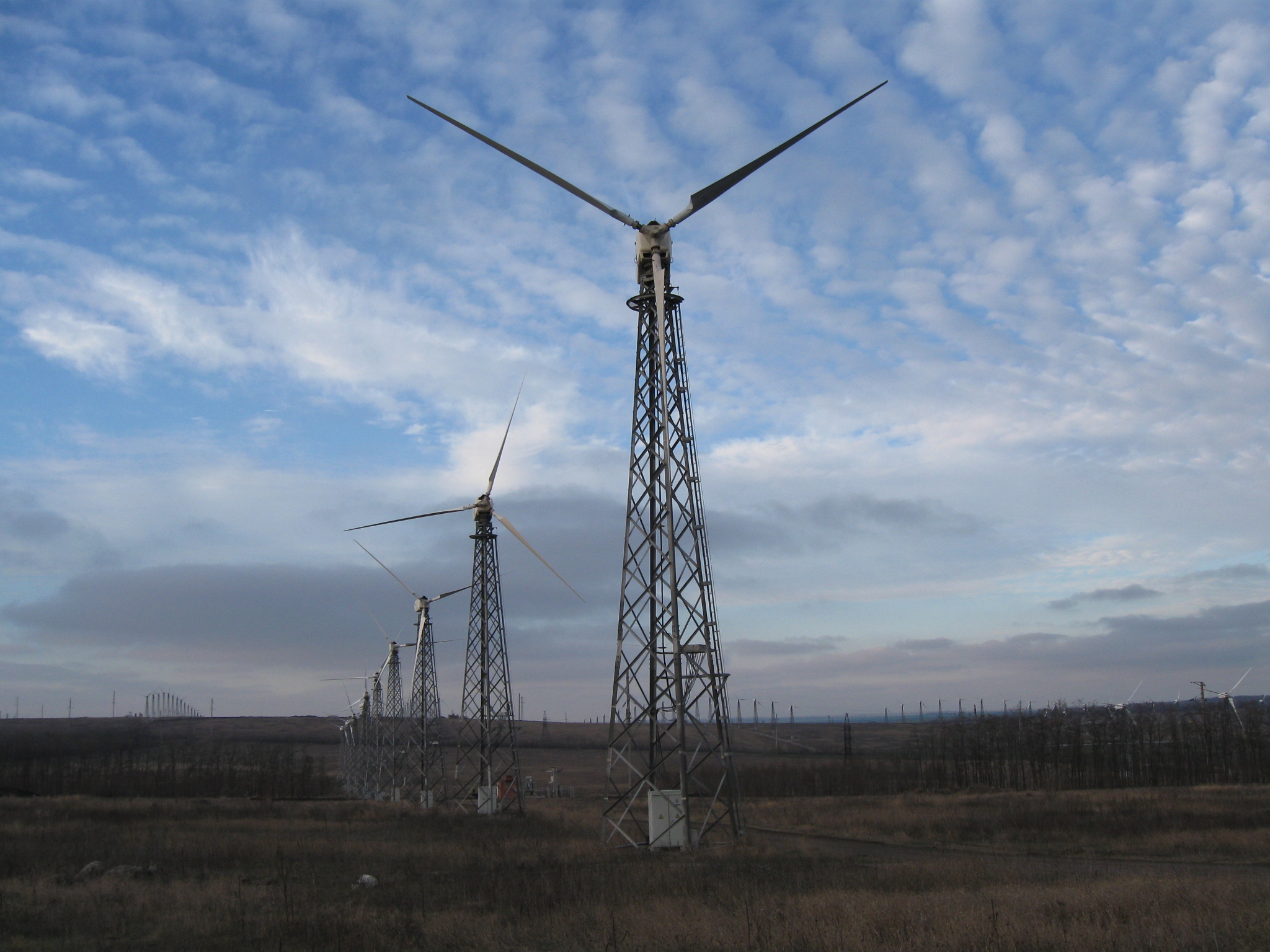
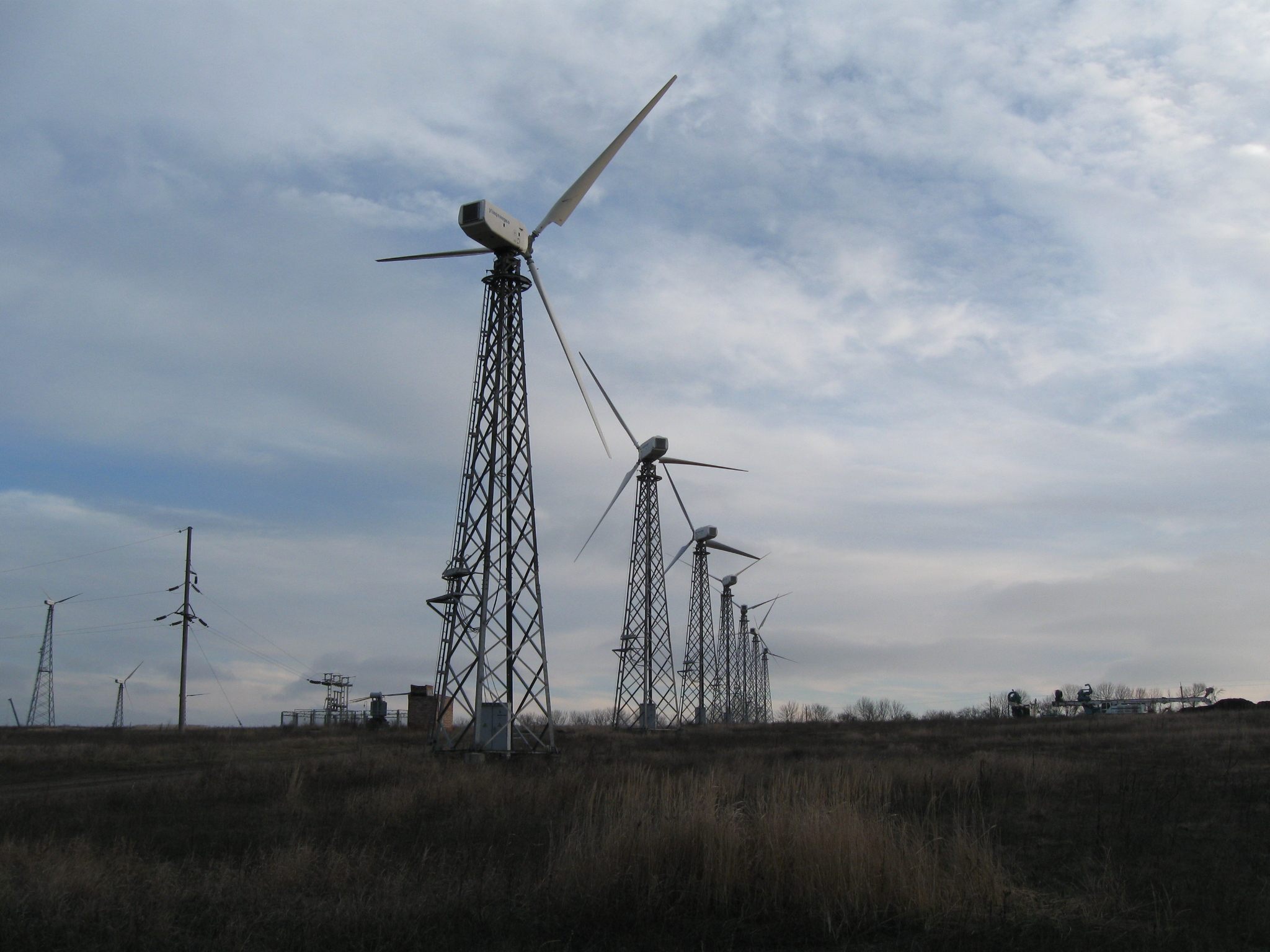
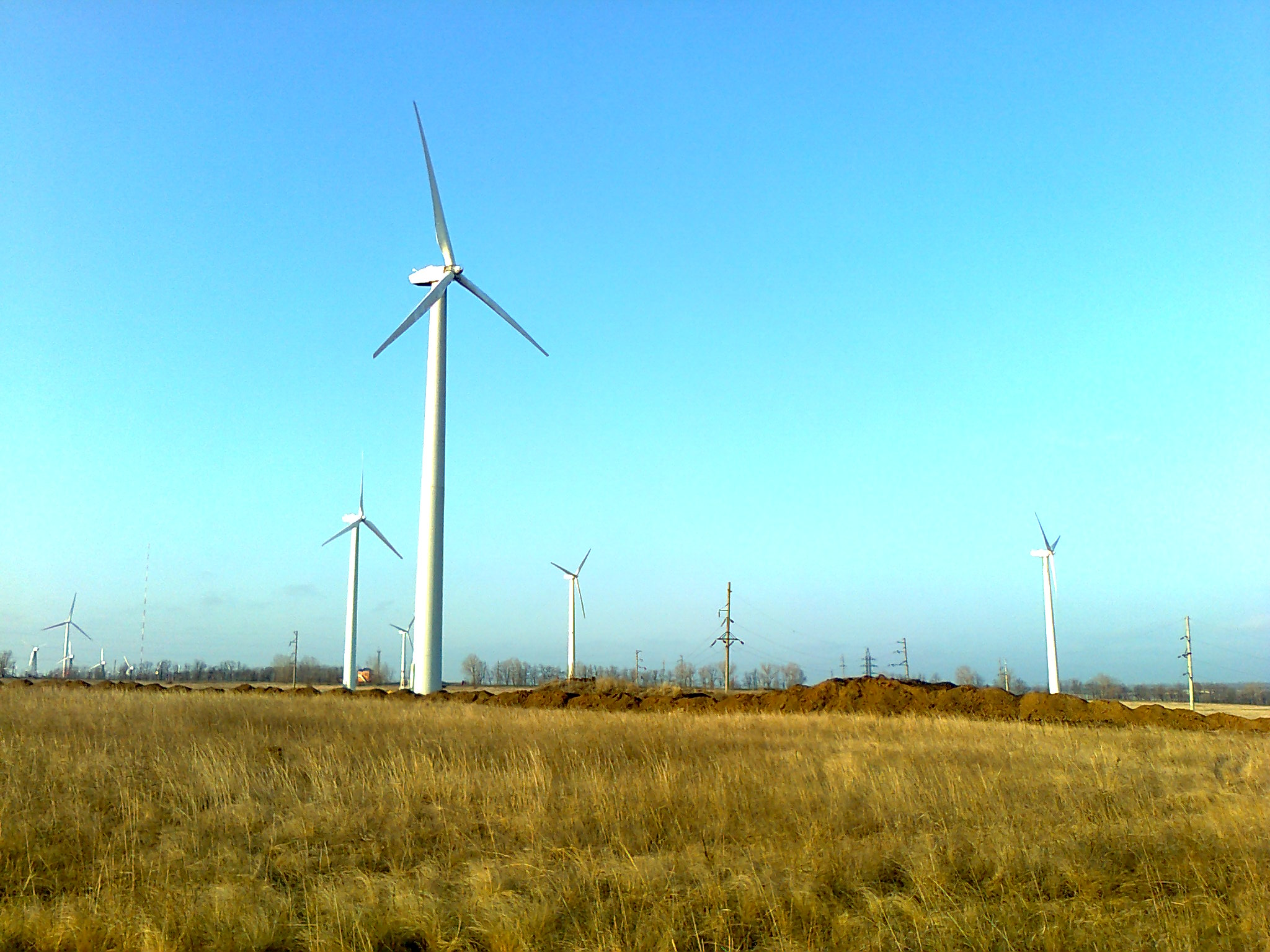